# Mark Verheijen
Markus Leonardus (Mark) Verheijen (Baarlo, 14 augustus 1976) is een Nederlandse VVD-politicus en bestuurder. Sinds 1 april 2024 is hij waarnemend burgemeester van Wijdemeren.

## Gemeenteraadslid en wethouder
Verheijen begon zijn studies in 1995 aan de Katholieke Universiteit Nijmegen. Hij deed hier eerst geschiedenis, waarin hij in 2000 afstudeerde. Daarna begon hij aan de studies wijsbegeerte en rechten, maar maakte deze richtingen niet af. Vervolgens werkte hij als managementconsultant/adviseur bij Deloitte & Touche.
In 1998 kwam hij terecht in de gemeentepolitiek. Eerst als lid van de gemeenteraad van de toenmalige gemeente Grubbenvorst. Vervolgens als raadslid en fractievoorzitter voor de VVD in Venlo.Vanaf 2006 was hij wethouder in Venlo.
Voordat hij in de lokale politiek terechtkwam was hij lid van het hoofdbestuur van de JOVD, de jongerenorganisatie van de VVD. In 2005 kreeg hij de titel 'Jong Raadslid van het Jaar' van de Vereniging van Nederlandse Gemeenten (VNG). Hij was lid van diverse commissies zoals de VNG-commissie Toekomst Lokaal Bestuur. In 2007 werd hij adjudant van het prinsentrio van de Venlose carnavalsvereniging Jocus.
Als wethouder in Venlo was hij onder meer belast met de Floriade 2012 en is hij regionaal kartrekker van het economisch duurzaamheidsthema Cradle to Cradle.
Bij de tussentijdse herindelingsverkiezingen van 18 november 2009 werd zijn lokale VVD-fractie met 28,7% (12 zetels) voor het eerst in de geschiedenis de grootste partij van Venlo. Daarmee werd Venlo op dat moment de enige grote stad waar de VVD de grootste partij is.

## Statenlid en gedeputeerde
Van 2003 tot 2007 was hij lid van de Provinciale Staten van Limburg. Op 13 mei 2011 werd Verheijen door Provinciale Staten van Limburg beëdigd als gedeputeerde met de portefeuille Economische Zaken, Financiën, Grondbedrijf en Floriade 2012. Op 25 mei legde hij zijn functie als wethouder en locoburgemeester van Venlo officieel neer en werd Stephan Satijn beëdigd als zijn opvolger. Zijn plek in de Gedeputeerde Staten van Limburg werd ingenomen door de eveneens uit Venlo afkomstige wethouder Twan Beurskens, die zijn functie aldaar afstond aan een ander lokaal VVD-raadslid.

## Tweede Kamerlid
Bij de Tweede Kamerverkiezingen 2012 stond Verheijen op de negentiende plaats en haalde 8.993 voorkeurstemmen. In de Tweede Kamer is hij dan namens de VVD woordvoerder Europese Zaken. Hij is daarnaast lid van de assemblee van de Raad van Europa en vicevoorzitter van de Vaste Kamercommissie Economische Zaken. Hij maakte zich onder meer sterk voor een Europese kerntakendiscussie waardoor de Europese Unie zich alleen bezig zou moeten houden met taken die lidstaten zelf niet kunnen doen. Ook zette hij zich in voor een periodieke monitoring van rechtstatelijke ontwikkelingen en een Europees rechtsstaatsmechanisme.
Verheijen kwam in februari 2015 in opspraak vanwege vermeend onjuist declaratiegedrag. Hij zou volgens de krant NRC Handelsblad in de zestien maanden dat hij gedeputeerde was van de provincie Limburg (2011 en 2012) ten onrechte vergoedingen hebben gedeclareerd. Privé-uitgaven, campagnekosten en kosten als lid van het landelijke VVD-bestuur bracht hij volgens de krant in strijd met de gedragscode en declaratieregels in rekening bij de provincie. Daaropvolgend deed een Limburgs bedrijf aangifte tegen hem wegens vermeende omkoping in zijn tijd als wethouder in Venlo.
In opdracht van de Provinciale Staten Limburg onderzocht een accountantskantoor de declaraties van Verheijen. Deze constateerde dat "het systeem voor de verantwoording van gebruik van provinciale faciliteiten goed heeft gefunctioneerd".
De vaste VVD-integriteitscommissie die het declaratiegedrag van Verheijen onderzocht kwam op 27 februari met haar conclusie naar buiten. De commissie concludeerde in eerste aanleg dat, mede gezien het feit dat er nog een tweetal onderzoeken liepen, "alles bij elkaar opgeteld de feiten en de dynamiek rondom de persoon van Verheijen niet passen in het integriteitskader van de partij". Verheijen heeft naar aanleiding van het rapport besloten om zijn werkzaamheden als lid van de Tweede Kamer neer te leggen. In oktober concludeerde diezelfde commissie uiteindelijk dat Verheijen niet de in 2012 geldende regels overschreden had door gratis een verkiezingsfeest te organiseren op het Floriade-terrein. In december zag ook het Openbaar Ministerie naar aanleiding van de aangifte tegen Verheijen na oriënterend onderzoek geen aanleiding actie te ondernemen.

## Waarnemend burgemeester
Vanaf 1 januari 2023 was Verheijen waarnemend burgemeester van Etten-Leur. Hij volgde burgemeester Miranda de Vries op die op 1 januari dat jaar voorzitter van de raad van bestuur werd van Zorggroep Elde Maasduinen. Op 26 september dat jaar werd Marina Starmans-Gelijns burgemeester van Etten-Leur. Per 1 april 2024 is Verheijen vervolgens door commissaris van de Koning Arthur van Dijk benoemd tot waarnemend burgemeester van Wijdemeren als opvolger van Charlie Aptroot. Hij vervangt burgemeester Crys Larson die met ziekteverlof is.

## Nevenfuncties
Verheijen was van mei 2010 tot mei 2012 lid van de raad van toezicht van ProDemos. Verder was hij van april 2008 tot mei 2012 vicevoorzitter en waarnemend partijvoorzitter van de landelijke VVD. Op 26 mei 2016 publiceerde hij de biografie Harm van Riel. Een rechtse provo over het leven en het politieke denken van oud-senator Harm van Riel. Getooid in bolhoed en horlogeketting, was Van Riel een bijzondere verschijning op het Binnenhof van de progressieve jaren 60 en 70. Tijdens de gemeenteraadsverkiezingen van 21 maart 2018 werd Verheijen als lijstduwer voor de VVD met een ruim aantal voorkeurstemmen gekozen in de gemeenteraad van Venlo waarna hij op 26 maart besloot zijn zetel te aanvaarden. Op 30 juli 2020 verscheen bij Uitgeverij Prometheus zijn boek Wij kennen Amerika helemaal niet: Op reis door het land van de Trump-stemmers.
Verheijen is daarnaast zelfstandig bestuursadviseur, voorzitter van een logistieke brancheorganisatie en columnist bij dagblad De Limburger. Daarnaast is hij juryvoorzitter van de Prinsjesboekenprijs. Sinds september 2023 is hij door de minister van Economische Zaken benoemd tot clusterregisseur en lid van de Stuurgroep Nationaal Programma Verduurzaming Industrie (NPVI).

## Onderscheiding
Op 31 mei 2022 ontving Verheijen uit handen van burgemeester Antoin Scholten de koninklijke onderscheiding lid in de Orde van Oranje-Nassau.
- Gemeinsame Normdatei: 111189616X
- International Standard Name Identifier: 0000 0004 9129 9780
- Library of Congress Control Number: n2016062092
- Nederlandse Thesaurus van Auteursnamen: 403901847
- Parlement.com: vizxb45yf1w4
- Virtual International Authority File: 5591147270470835700006
- WorldCat: E39PBJbRmmRyJPp3kgBB3Pk4bd